# Pedro Madruga
Pedro Madruga, eredeti nevén Pedro Álvarez de Sotomayor vagy galiciai nyelven Pedro Álvarez de Soutomaior (1430 körül – 1486?) galiciai arisztokrata.

## Élete
Ismeretlen időben született, valószínűleg a mai Pontevedra tartomány területén, nemesi családban. IV. Henrik idején, 1455 és 1474 között, a korona gyengeségét kihasználva gyarapította birtokait. Családja vára mellett számos további erősség is a birtokába került, főként Galicia délnyugati részén. Az 1470-es évekre Pontevedra, Vigo és Redondela városában is megszerezte a hatalmat, emiatt pedig szembekerült Alonso de Fonseca y Acevedo Santiago de Compostela-i érsekkel, akihez ezen városok hivatalosan tartoztak. Hatalma növekedésével a Tui vikomtja és a Baiona marsallja címeket is megszerezte.
Az 1467 és 1469 között zajló Irmandiño-felkelés kitörésekor Portugáliában húzódott meg, ahol kapcsolatba került a királlyal is, valamint házasságot kötött Teresa de Táboával, akitől később hét gyermeke született: Álvaro, Fernando, Cristóbal, Diego, Alfonso, Mayor és Constanza. Hamarosan hazatért, és nem csak saját birtokait szerezte vissza, hanem segített más nemesekéinek visszaszerzésében és a maradék felkelők leverésében is. 1475-ben V. Alfonz portugál király Caminha grófjává nevezte ki, ettől kezdve pedig szinte délnyugat-Galicia egyeduralkodójává vált, a nép „királyunk”-nak nevezte.

### Az örökösödési háborúban
IV. Henrik kasztíliai király 1474-es halálával kirobbant a kasztíliai örökösödési háború, Henrik húga, a kasztíliai királynővé koronázott Izabella és lánya, Johanna hívei között. Madruga utóbbi pártjára állt, közrejátszott Johanna és a portugál király nem hivatalos házasságában és Kasztília portugál megszállásában, ő nyitotta meg a háború galiciai frontját, Alfonzot és Johannát Portugália, Kasztília és León, valamint Galicia királyává és királynőjévé kikiáltva.
1476 őszén Fonseca érsek és számos Izabella-párti galiciai úr serege megtámadta Pontevedrát, de hiába kaptak tengeri támogatást Ladrón de Guevara hajóitól, Madruga két ostromot is kiállt, így a támadók 1477 tavaszán fegyverszünetre kényszerültek. Ebben az évben azonban elfogták, és 1478-ig bebörtönözték, ezalatt pedig az Izabella-pártiaknak sikerült elfoglalniuk Pontevedrát, majd onnan kiindulva több más várost és a Sotomayor család több erődítményét is.
1478 tavaszán kiszabadult, és kevesebb mint egy év alatt visszaszerezte birtokainak nagy részét. Katonai sikereit Felipe de la Gándara szerint főként annak köszönhette, hogy olyan szakállas puskákat használt, amelyek akkor még újdonságnak számítottak.

### Hanyatlása
Bár az 1479-es békekötés során amnesztiát kaptak a Johanna-pártiak, köztük Madruga is, a helyzet mégis kedvezőtlenül alakult számára, főként Fonseca érsekkel való szembenállása miatt. A királyok is követelték, hogy adja vissza Vigót és Rendondelát a Santiago de Compostela-i érsekségnek, Diego de Muros tui püspök pedig egyenesen a Római Kúriánál tette szóvá Madruga egyházellenes cselekedeteit. 1482-ben akkora volt már a rá nehezedő nyomás, hogy úgy döntött, visszaszolgáltatja a tui püspökségnek minden tőlük elorzott vagyonukat.
Legnagyobb fiát, Álvarót azonban a katolikus királyok ott tartották a királyi udvarban, és azt követelték, ő vegye át apja birtokait. A királyhű fiú meg is jelent a Sotomayor család központi kastélyában és birtokba vette azt, amíg apja Portugáliában tartózkodott. Amikor Pedro Madruga megtudta, milyen árulás történt, kitagadta fiát az örökségből és átkokat szórt rá, de semmi egyebet nem tudott tenni.
1486-os eltűnését (valószínűleg halálát) máig homály fedi.

## A Kolumbusz-elmélet
Már a 19. századtól kezdve létezik egy elmélet, miszerint Pedro Madruga és Kolumbusz Kristóf azonos személy: Madruga nem halt meg 1486-ban, hanem világhírű felfedező lett belőle. 1976–1977-ben Alfonso Philippot is foglalkozott ezzel az állítással, 2013-ban pedig a galiciai származású mexikói kutató, Modesto Manuel Doval is megjelentetett egy könyvet azonos témával, amelyben az elméletet számos adattal támasztja alá. Állítása szerint 80 kalligráfia-szakértő vizsgálata is megerősíti a két személy azonosságát, valamint Kolumbusz gallegó származását igazolja, hogy az akkori idők galiciai nyelvén írt, és az is, hogy felfedezései során több mint 200 felfedezett helynek adott olyan nevet, ami a pontevedrai partokon, a Rías Baixason fordulnak elő. Emellett Kolumbusz spanyol családneve, a Colón, akkor kizárólag Pontevedra környékén létezett, nemesi származását pedig azzal támasztja alá, hogy már felfedezései előtt is királyok fogadták. Szerinte Madrugának és Kolumbusznak azonosak voltak a barátai és az ellenségei, állítólag Madruga fiáról kimutatták, hogy az azonos Kolumbusz fiával, és azok a helyek, ahol Kolumbusz állítása szerint járt, azonosak azokkal, ahol Madruga megfordult. Hogy Madruga nem halt meg 1486-ban, azt azzal próbálja igazolni, hogy holttestét nem találták meg, és egészen 1506-ig léteznek dokumentumok, amelyek élő személyként hivatkoznak rá.